# Andreea Arsine
Andreea Arsine (n. 14 septembrie 1988, Botoșani, România) este o atletă - mărșăluitoare română și  câștigătoarea Exatlon România, sezonul 3 2019.

## Carieră
S-a apucat de atletism la vârsta de 8 ani la sfatul tatălui ei, antrenor de box si atlet de performanță la categoria de veterani. După trei luni de pregătire ea a devenit campioană națională la vârstă, stabilindu-se un nou record național. A activat mai întâi la LPS Botoșani sub îndrumarea Mihaelei Ungureanu și lui Florin Melinte, apoi la CS Botoșani, unde antrenorul ei a fost Dan Mighiu.
La vârsta de 21 ani s-a retras din activitatea competițională din cauza lipsei de condiții. Timp de cinci ani a lucrat ca factor poștal la Poșta Română. În memoria tatălui, care a murit în toamna anului 2013, s-a întors pe pistă. S-a legitimat la CSU Galați, unde se antrenează sub îndrumarea Veronicei Marinescu. La Campionatul național din 2015 de la Pitești și-a stabilit un nou record personal la 10 km cu un timp de 45:39 și la 20 km cu un timp de 1:34:53, cucerind astfel medalia de aur. În aprilie 2016 și-a îndeplinit baremul pentru Jocurile Olimpice de vară din 2016 de la Rio de Janeiro cu un timp de 1:35:45 la cursa de 20 km marș de la Poděbrady. În paralel este instructoare de fitness. Ea este multiplă medaliată la campionatele naționale și balcanice Maestru al Sportului (20 km).

## Realizări
| An   | Competiție           | Locație                  | Loc | Eveniment  | Note    |
| ---- | -------------------- | ------------------------ | --- | ---------- | ------- |
| 2016 | Jocurile Olimpice    | Rio de Janeiro, Brazilia | 45  | 20 km marș | 1:38:16 |
| 2017 | Campionatul Mondial  | Londra, Marea Britanie   | 31  | 20 km marș | 1:33:46 |
| 2018 | Campionatul European | Berlin, Germania         | 26  | 20 km marș | 1:43:21 |

## Recorduri personale
| Probă               | Performanță | Dată             | Locație   |
| ------------------- | ----------- | ---------------- | --------- |
| 10 000 m marș       | 45:39,0     | 7 iunie 2015     | Pitești   |
| 10 km marș          | 47:37       | 2 noiembrie 2019 | București |
| 20 km marș          | 1:33:46     | 13 august 2017   | Londra    |
| 3000 m marș în sală | 10:19,94    | 5 martie 2006    | București |

## Legături externe
- Andreea Arsine la Comitetul Olimpic și Sportiv Român (arhivat)
- en Andreea Arsine la World Athletics
- en Andreea Arsine la Olympedia.org